# Jordan Hawkins

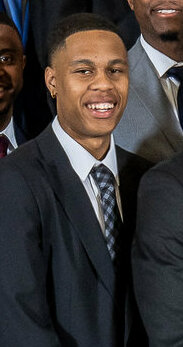
Jordan Hawkins, 2023.

Jordan Dorrell Hawkins, född 29 april 2002 i Gaithersburg i Maryland, är en amerikansk professionell basketspelare (SG) som spelar för New Orleans Pelicans i National Basketball Association (NBA).
Han draftades av New Orleans Pelicans i första rundan i 2023 års draft som 14:e spelare totalt.
Innan Hawkins blev proffs studerade han vid University of Connecticut och spelade för deras idrottsförening Connecticut Huskies.